# Монтсерат на Светском првенству у атлетици на отвореном 2017.
Монсерат је учествовао на Светском првенству у атлетици на отвореном 2017. одржаном у Лондону од 4. до 13. августа тринаести пут. Репрезентацију Монсерата представљао је један такмичар који се такмичио у трци на 200 метара.,
На овом првенству такмичар Монсерата није стартовао у такмичењу.

## Учесници
- Џулијус Морис — 200 м

## Резултати

### Мушкарци
| Атлетичар     | Дисциплина | Лични рекорд | Квалификације  | Квалификације  | Полуфинале           | Полуфинале           | Финале               | Финале               | Детаљи |
| Атлетичар     | Дисциплина | Лични рекорд | Резултат       | Место          | Резултат             | Место                | Резултат             | Место                | Детаљи |
| ------------- | ---------- | ------------ | -------------- | -------------- | -------------------- | -------------------- | -------------------- | -------------------- | ------ |
| Џулијус Морис | 200 м      | 20,28 НР     | Није стартовао | Није стартовао | Није се квалификовао | Није се квалификовао | Није се квалификовао | Није се квалификовао |        |